# Jean III de Sarrebruck-Commercy
Jean III de Sarrebruck-Commercy, (? - 28 avril 1384/85), seigneur de Commercy-Château-Haut, est le fils de Jean II de Sarrebruck-Commercy et d'Alix de Joinville. Il hérite de Commercy après avoir choisi d'être ecclésiastique, en 1352 il est qualifié de chanoine de Toul et de Verdun.

## Famille
Il épouse le 27 mars 1358 Marie d'Arcelles (? - 8 mars 1397), dame de Méry-sur-Seine, ou selon Du Chesne et Du Cange et vraisemblablement d'après l'acte de partage de la succession de Simon III qui cite "...autres rentes, venant d'Amé de Joinville", d'Isabelle de Joinville, dame d'Estraelle ou Etrelles fille d'Amé de Joinville seigneur de Méry (remariée à Charles de Châtillon), de qui il a :
- Simon III, (? - 18 janvier 1396 Nicosie), seigneur de Commercy-Château-Haut[6] de 1384 à 1393, il épouse en 1385 Isabelle, (1340 - 13 janvier 1413), fille de Jean II de Châtillon et d'Isabeau de Montmorency de qui il n'eut pas d'enfant, sa part revenait donc à ses deux frères[2],
- Jean, (? - 30 novembre 1438), évêque de Verdun de 1404 à 1419, évêque de Châlons de 1420 à 1438,
- Amé Ier de Sarrebruck-Commercy.

### Sources
- Charles Emmanuel Dumont, Histoire de la ville et des seigneurs de Commercy, N. Rolin, 1843 (lire en ligne), p. 125 à 130